# Lobsang Rampa
Tuesday Lobsang Rampa, født Cyril Henry Hoskins (8. april 1910 – 25. januar 1981) var en britisk forfatter, som hævdede at hans krop var blevet overtaget af en afdød tibetansk lamas ånd.
Fornavnet Tuesday henviser til en påstand i en af hans bøger, om at alle tibetanere af overklassen blev navngivet efter den dag, de blev født.

## Bøger
- The Third Eye (1956) – Det tredie øje. En tibetansk lamas selvbiografi (1957)
- My Visit to Venus (1957, but see note below)
- Doctor from Lhasa (1959) – Lægen fra Lhasa
- The Rampa Story (1960) – Historien om Rampa
- Cave of the Ancients (1963)
- Living with the Lama (1964) – Mit liv med lamaen
- You Forever (1965)
- Wisdom of the Ancients (1965) – De gamles visdom
- The Saffron Robe (1966) – Den safrangule kjortel
- Chapters of Life (1967)
- Beyond The Tenth (1969)
- Feeding the Flame (1971)
- The Hermit (1971) – Eremitten
- The Thirteenth Candle (1972)
- Candlelight (1973)
- Twilight (1975)
- As It Was (1976)
- I Believe (1976)
- Three Lives (1977)
- Tibetan Sage (1980)